# ’Till I Collapse
«’Till I Collapse» — песня американского рэпера Эминема из его четвёртого студийного альбома The Eminem Show 2002 года. Это 18-й трек в альбоме, при участии американского рэпера Nate Dogg, исполняющего хук. Несмотря на то, что песня никогда не была выпущена в качестве сингла, она многократно попадала в различные чарты.

## Предыстория
Хоть песня никогда не была выпущена в качестве сингла, она несколько раз попадала в чарты во время выхода других альбомов Эминема. В 2012 году песня была сертифицирована дважды платиновой Американской ассоциацией звукозаписывающих компаний за цифровые продажи тиражом в 2 000 000 копий в США. В 2018 году она была сертифицирована Американской ассоциацией звукозаписывающих компаний пятикратно платиновой за цифровые продажи тиражом в 5 000 000 копий в США.

## В массовой культуре
Когда сингл Эминема «Shake That» (также с участием Nate Dogg) был выпущен в 2006 году, несколько песен Эминема были переизданы на той же неделе, включая «Till I Collapse». Она была зарегистрирована в Великобритании под номером 192 15 апреля 2006 года.
В 2009 году песня была использована в рекламе тогдашней грядущей игры Call of Duty: Modern Warfare 2. Это значительно повысило продажи цифровой версии песни по всему миру. Шейн Мосли использовал эту песню в качестве вступительной темы в своём поединке с Флойдом Мейвезером, так же, как и Шейн Карвин в своём поединке против Жуниора Дус Сантоса. Питчер высшей лиги бейсбола Джесси Лич использовал эту песню в качестве своей вступительной музыки в сезоне 2011 года. Эта песня также была использована в титрах премьеры 8-го сезона сериала «Красавцы». Она также была использована в сентябре 2011 года в трейлере и саундтреке к фильму «Живая сталь», а также в трейлерах и телевизионных роликах к фильму режиссёра Оливера Стоуна «Особо опасны». Во время сезона НБА 2013-14 годов эта песня использовалась во время представления команды «Бруклин Нетс».

## Позиции в чартах
| Чарт (2006–18)                         | Высшая позиция |
| -------------------------------------- | -------------- |
| Канада Digital Songs (Billboard)       | 30             |
| Ирландия Irish Singles Chart           | 77             |
| Словакия (Singles Digitál Top 100)     | 100            |
| Швеция Heatseekers (Sverigetopplistan) | 10             |
| Великобритания (UK Singles Chart)      | 73             |
| США (Billboard Digital Songs)          | 35             |

| Чарт (2022)                        | Высшая позиция |
| ---------------------------------- | -------------- |
| Австралия (ARIA)                   | 92             |
| Германия (GfK)                     | 99             |
| Мир (Billboard Global 200)         | 115            |
| Португалия (AFP)                   | 170            |
| Словакия (Singles Digitál Top 100) | 82             |

## Сертификации
| Регион | Сертификация  | Продажи   |
| --- | ------------- | --------- |
| Дания (IFPI Danmark) | Золотой       | 15 000^   |
| Германия (BVMI) | Золотой       | 250 000   |
| Италия (FIMI) | 2× Платиновый | 100 000   |
| Великобритания (BPI) | Платиновый    | 600 000   |
| США (RIAA) | 5× Платиновый | 5 000 000 |
| ^ Данные о тиражах приведены только на основе сертификации. · Данные о продажах + прослушиваниях приведены только на основе сертификации. |               |           |